# Brigitte Adler
Brigitte Adler (6 de junho de 1944 – 25 de outubro de 2004) foi uma política alemã do Partido Social Democrata (SPD) e ex-membro do Bundestag alemão.

## Vida
Brigitte Adler foi membro do SPD desde 1970. Ela mudou-se para o Bundestag alemão nas eleições federais de 1987 na lista estadual de Baden-Württemberg. Ela fez o mesmo nas eleições parlamentares de 1990 e 1994 e foi membro e secretária do Comité de Cooperação e Desenvolvimento Económico no mandato de 1994-1998.

## Literatura
Herbst, Ludolf; Jahn, Bruno (2002).  Vierhaus, ed. Biographisches Handbuch der Mitglieder des Deutschen Bundestages. 1949–2002 (em alemão). München: De Gruyter - De Gruyter Saur. 1715 páginas. ISBN 978-3-11-184511-1